# Monte Herzl
El Monte Herzl (hebreo: הר הרצל, Har Hertzel; también Har HaZikaron, הר הזכרון lit. "Monte del Recuerdo") es una colina de Jerusalén, donde está ubicado el cementerio nacional. Tiene una altura de 834 metros.
Su nombre le fue dado en honor al fundador del sionismo, Theodor Herzl, cuya tumba se encuentra en la cima. El cementerio está destinado a dar sepultura a quienes son considerados héroes de guerra del Estado de Israel, así como a sus jefes de Estado y expresidentes de la Knéset (parlamento).
Están sepultados en el cementerio de Monte Herzl entre otros, los ex primeros ministros Yitzhak Rabin y Golda Meir, el expresidente y el líder de la derecha sionistaZe'ev Jabotinsky.

## Galería

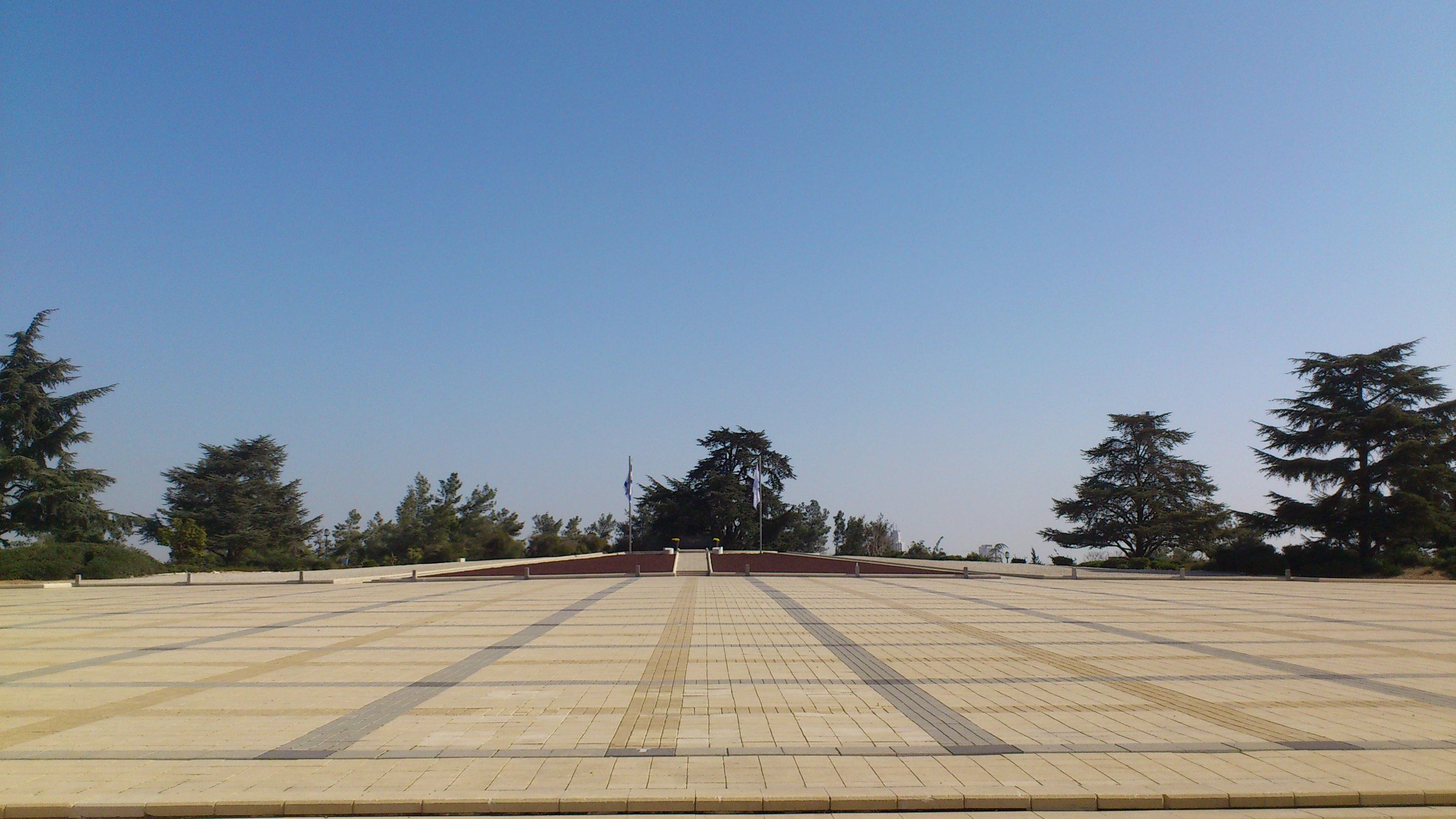
Plaza del Monte Herzl.
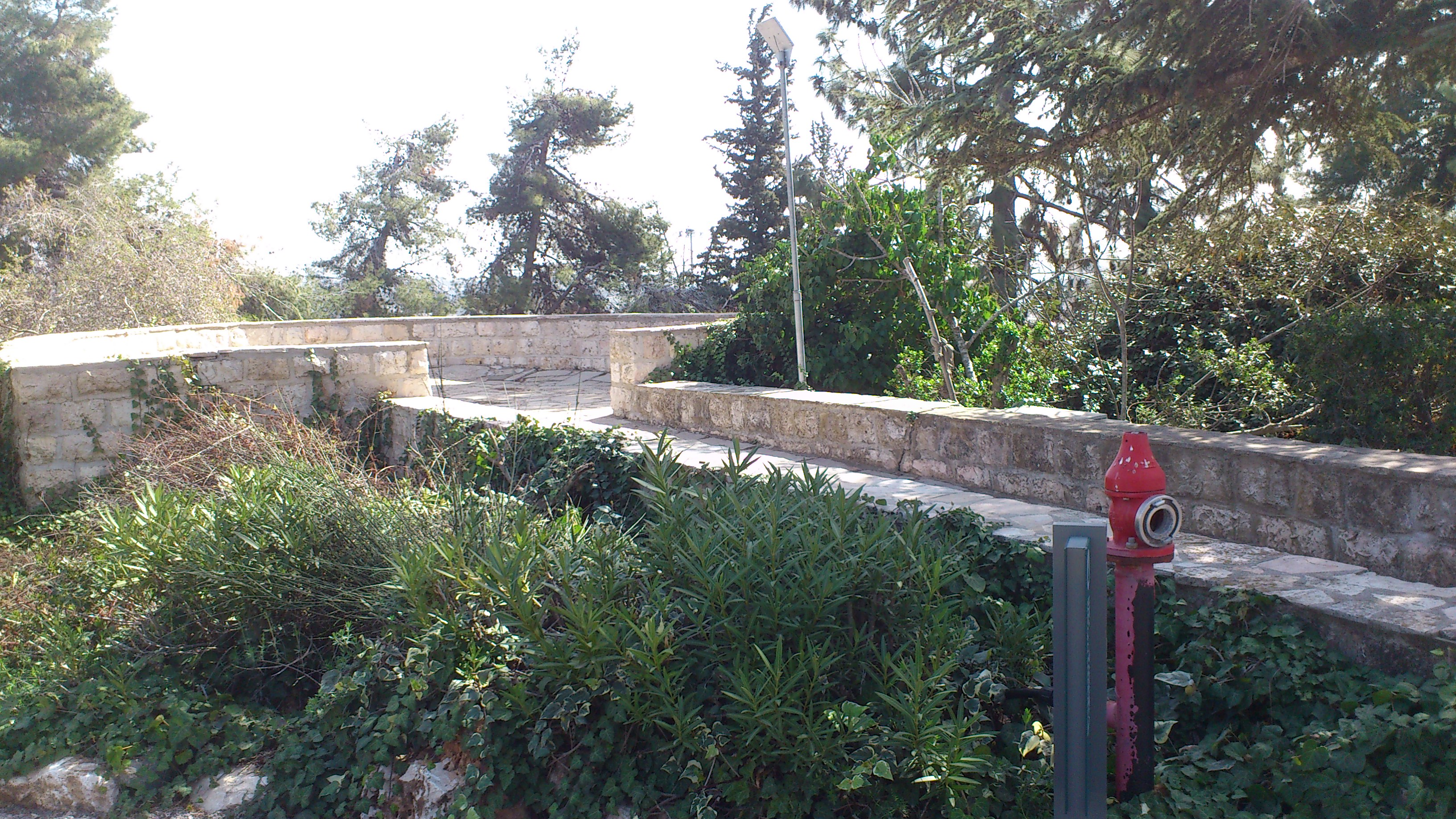
Observatorio del Monte Herzl.
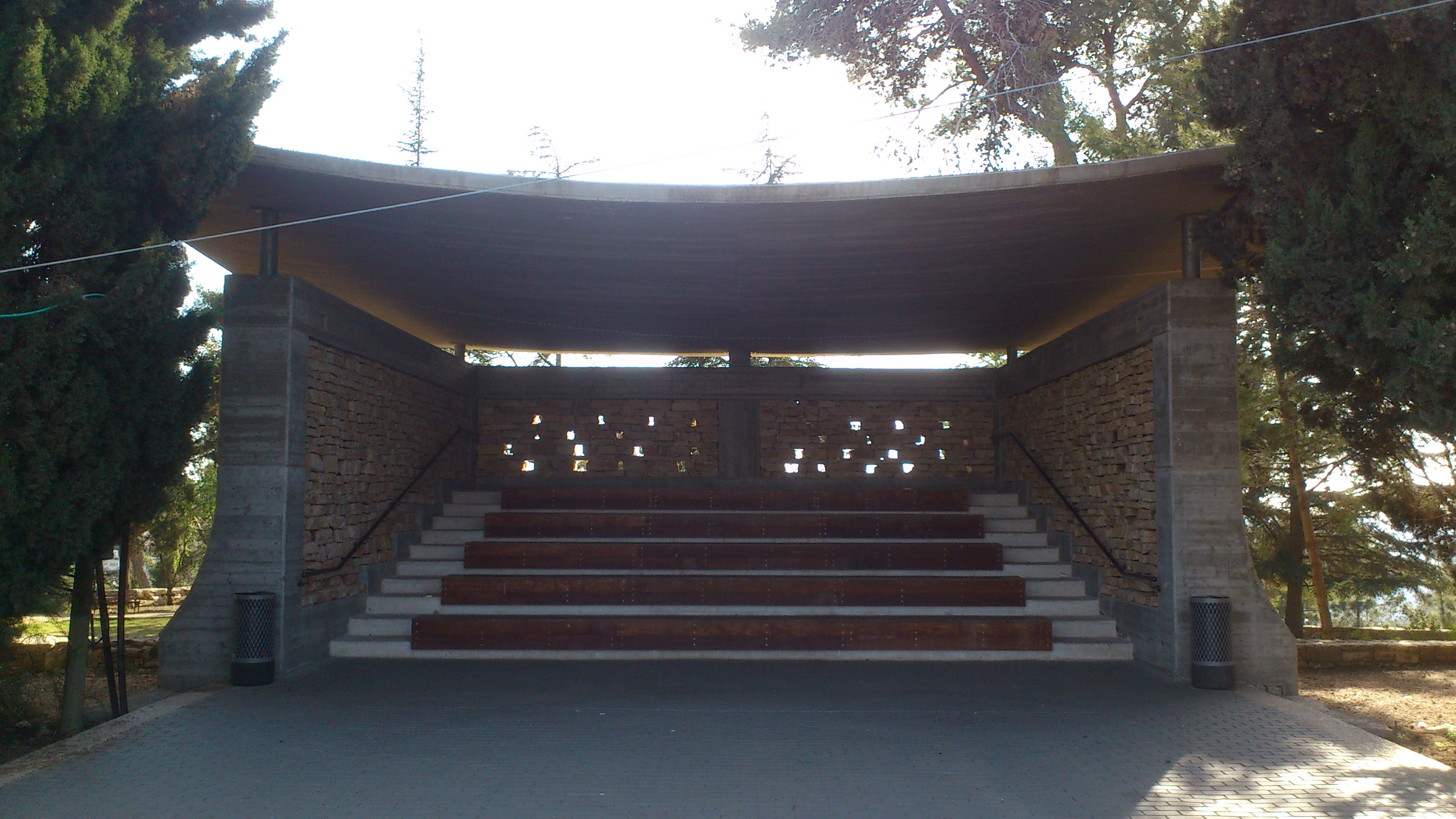
Pabellón con vistas a la Plaza del Monte Herzl.
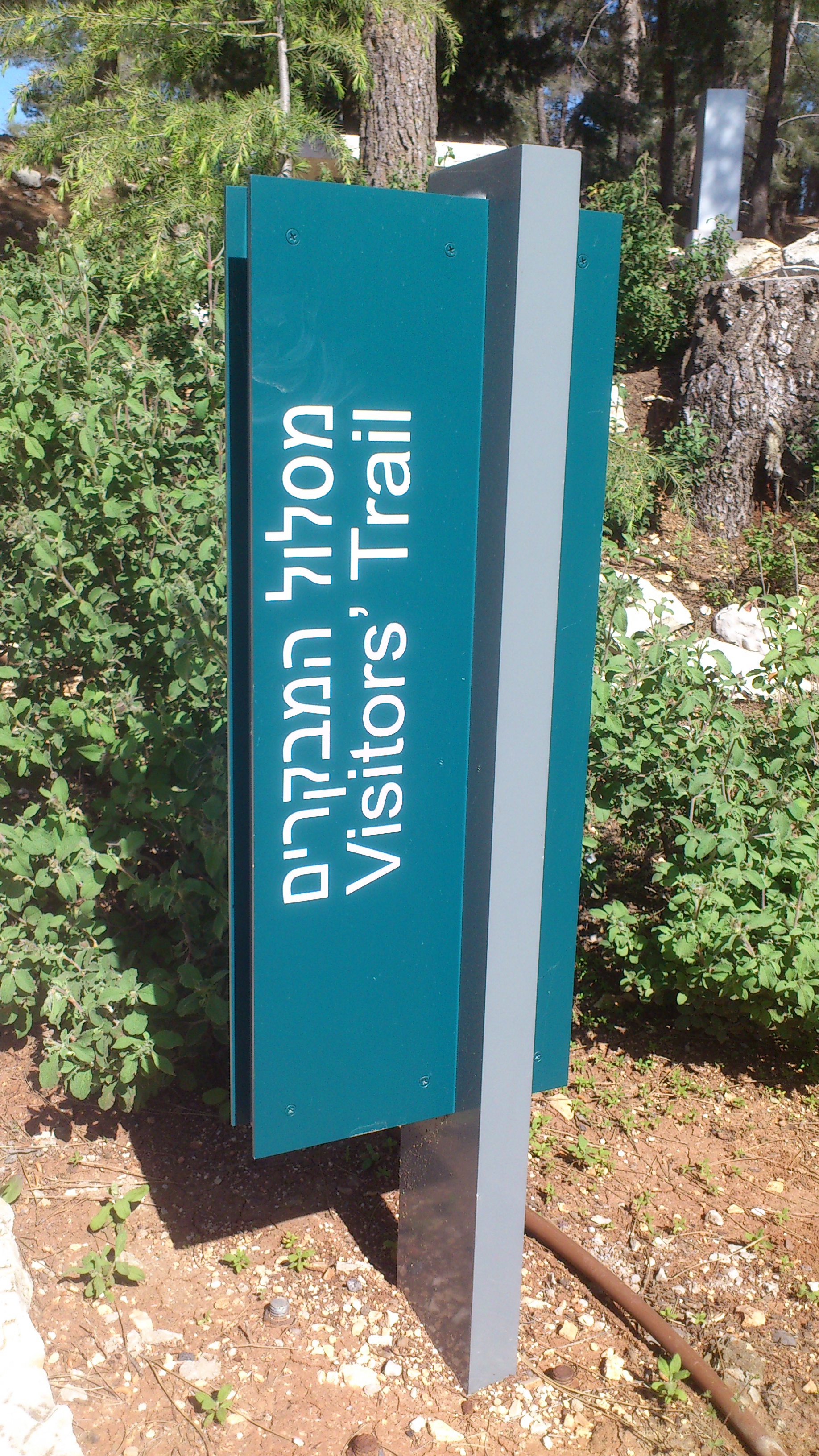
Camino para los turistas.
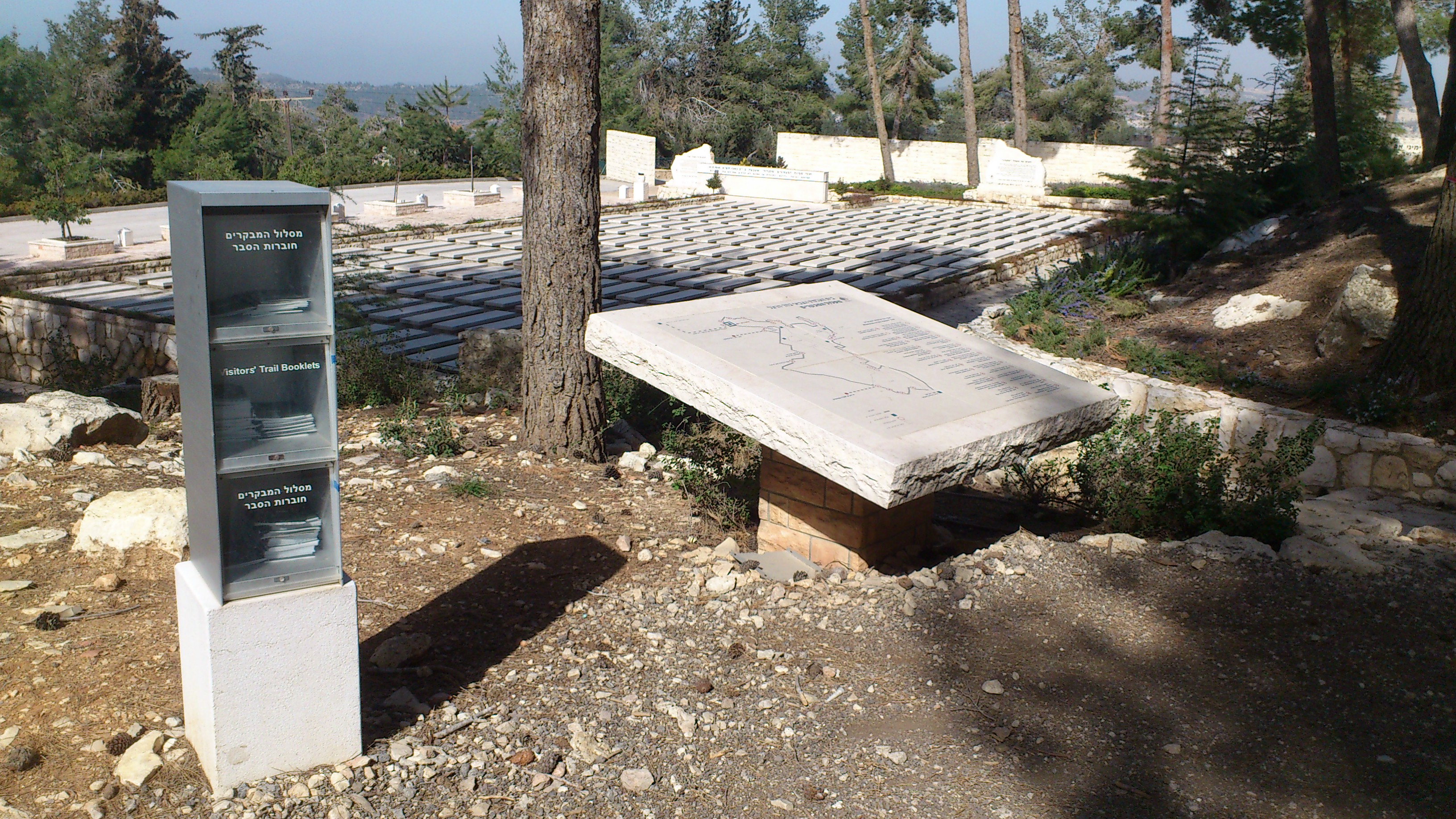
Mapa y folletos informativos.
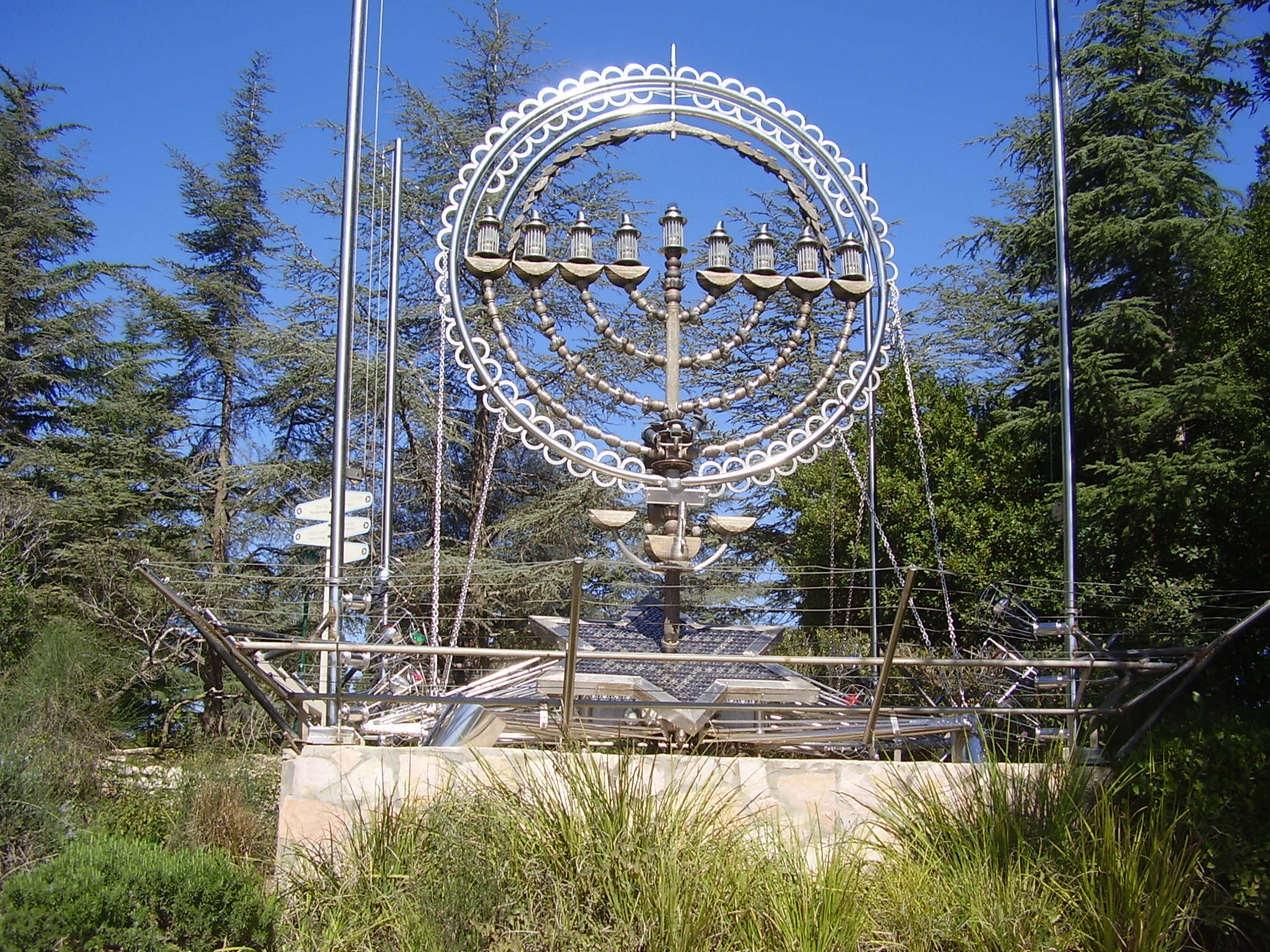
Representación simbólica de una Menorá judía.
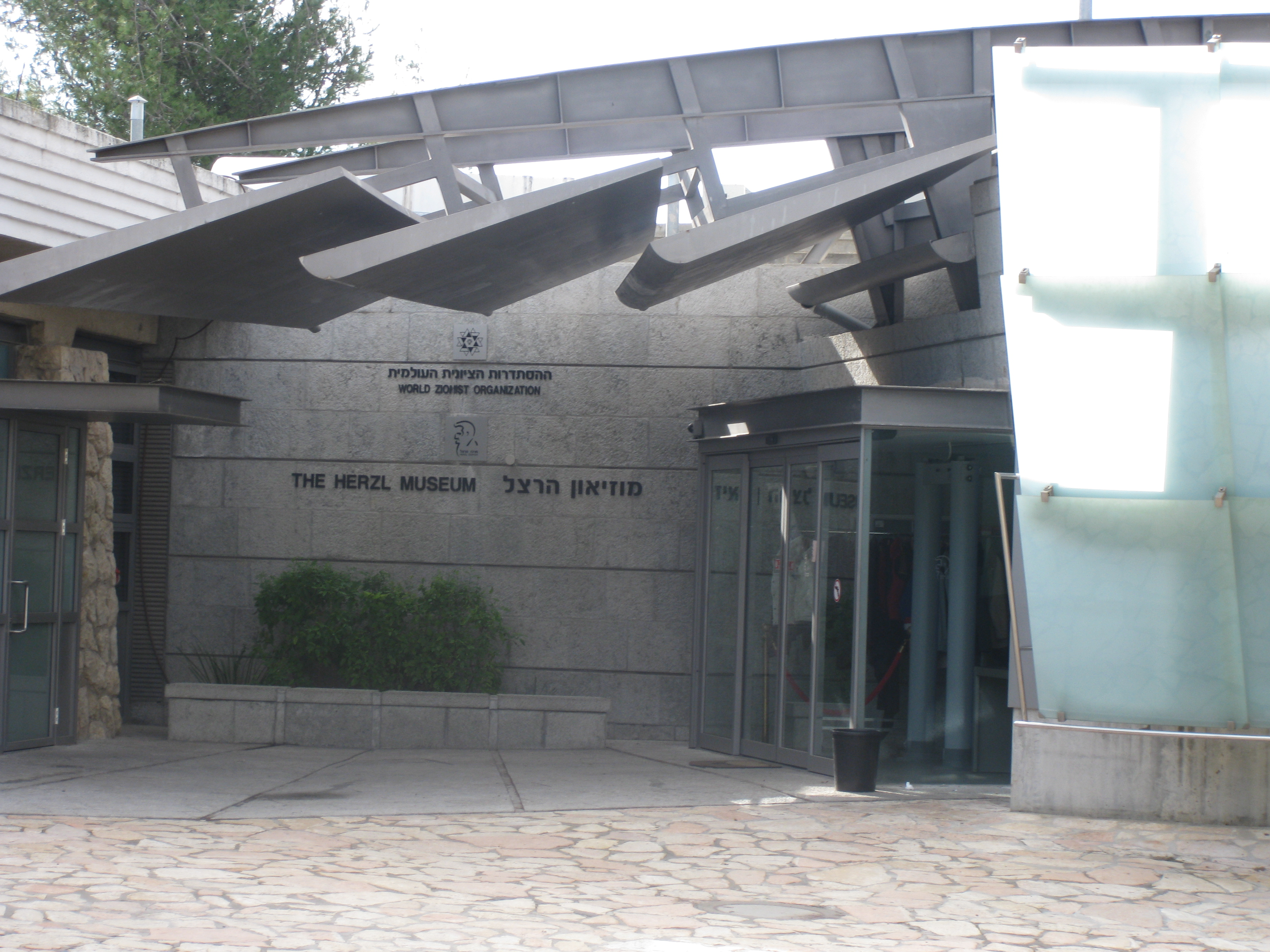
Entrada al Museo Herzl.
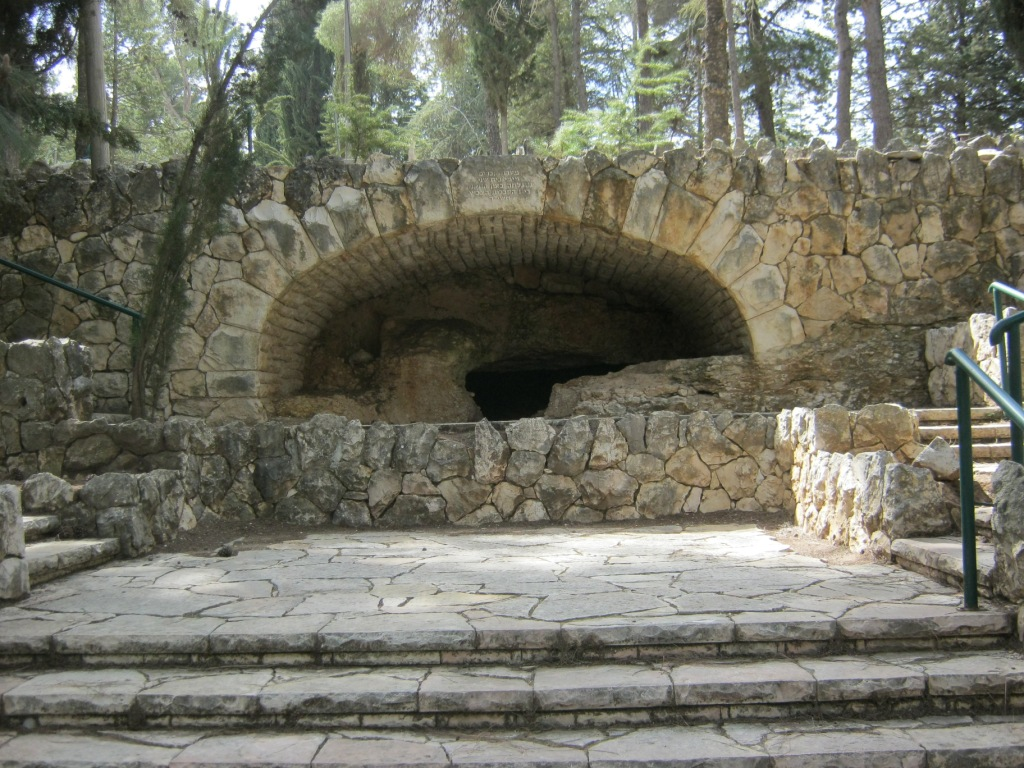
Antigua cueva y tumba ubicada en el cementerio militar del Monte Herzl.
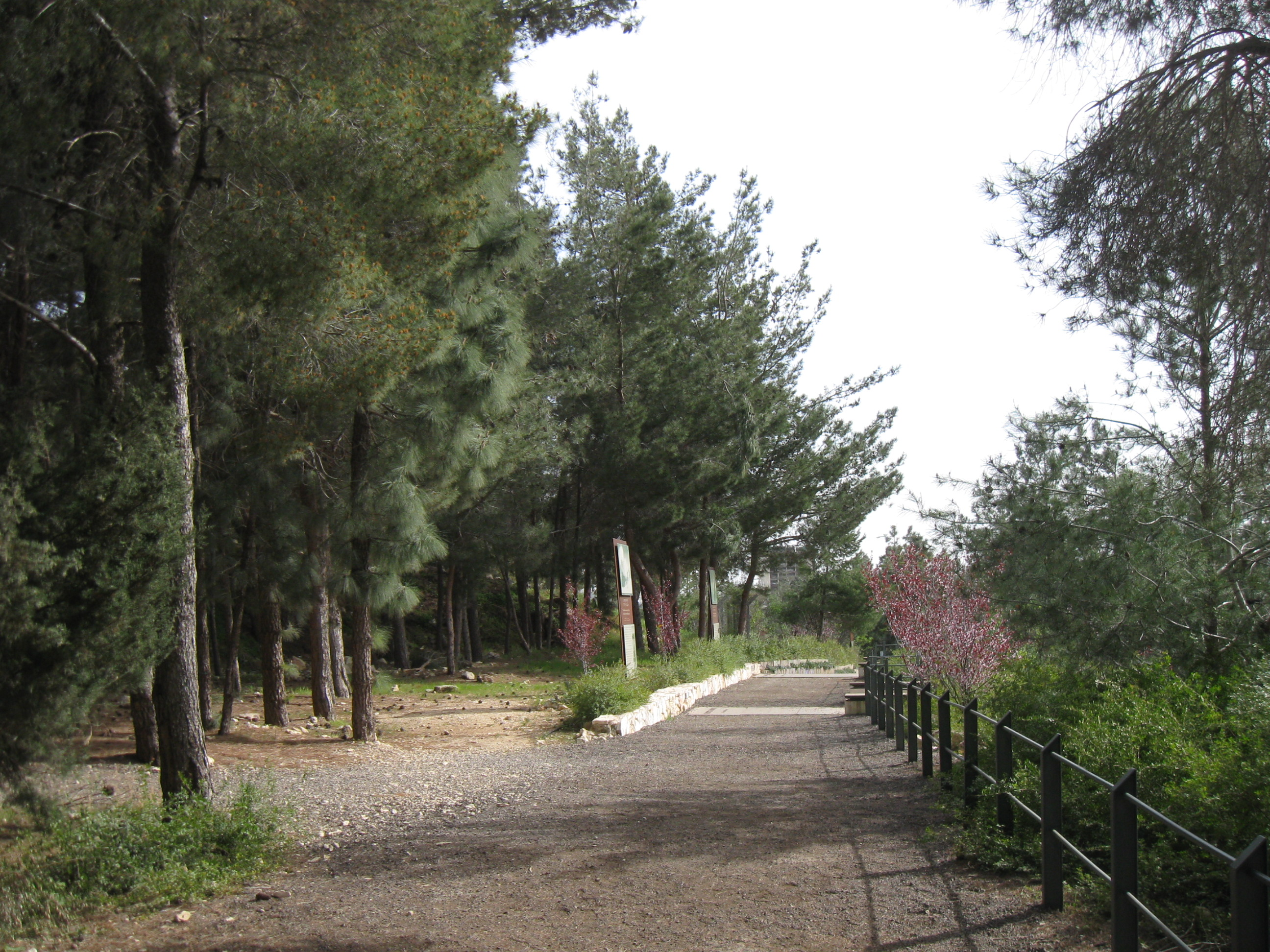
Camino que conecta con Yad Vashem, el Museo del Holocausto del Estado de Israel.

### Cementerio Nacional Civil del Estado de Israel (helkat Gedolei Ha'Uma)
Es el principal cementerio de Israel para los políticos del país.

### Plaza del Monte Herzl
La Plaza del Monte Herzl (en hebreo: רחבת הר הרצל) es una plaza ceremonial central ubicada en el Monte Herzl de Jerusalén. La plaza se usa durante la Ceremonia de encendido de las antorchas en Israel, que tiene lugar durante la celebración del Día de la Independencia de Israel cada año. En el lado norte de la plaza está la tumba de Theodor Herzl, el fundador del sionismo político moderno. La plaza se encuentra en el punto más alto del Monte Herzl, en el centro del cementerio nacional.

### Museo Herzl
Es un museo biográfico en la plaza de entrada del Cementerio Nacional Civil del Estado de Israel.

### Monumento a las víctimas del terrorismo en Israel
También tiene un monumento a las víctimas del terrorismo en Israel desde 1851 hasta la actualidad.

### Jardín de las Naciones
El jardín de las Naciones es un jardín público. Se ha plantado de olivos por los líderes extranjeros que visitan Israel. Cada árbol se tiene una placa con el nombre del líder que lo plantó.

### El camino que conecta a Yad Vashem
El camino monumento fue diseñado por el arquitecto Uri Abramson y fue construido por las organizaciones de jóvenes israelíes en 2003. Cuenta la historia del nacimiento del Estado de Israel, desde el principio del sionismo hasta la declaración del estado. La ruta va desde el Cementerio Nacional Civil a Yad Vashem.

### Cementerio nacional de policías y soldados
- Cementerio central para los defensores caídos de Israel. Situado en la parte norte de la montaña.

### Jardín de los desaparecidos en combate
es un jardín conmemorativo en Cementerio nacional de policías y soldados.

### Cueva de tumbas antiguas
Cueva de entierro judía del Templo segundo descubierto en el cementerio nacional en 1954.

### Sala Memorial Nacional para los Caídos de Israel
Tiene los nombres de todos los defensores caídos de Israel desde 1860 hasta la actualidad.

## Monumentos y Memoriales

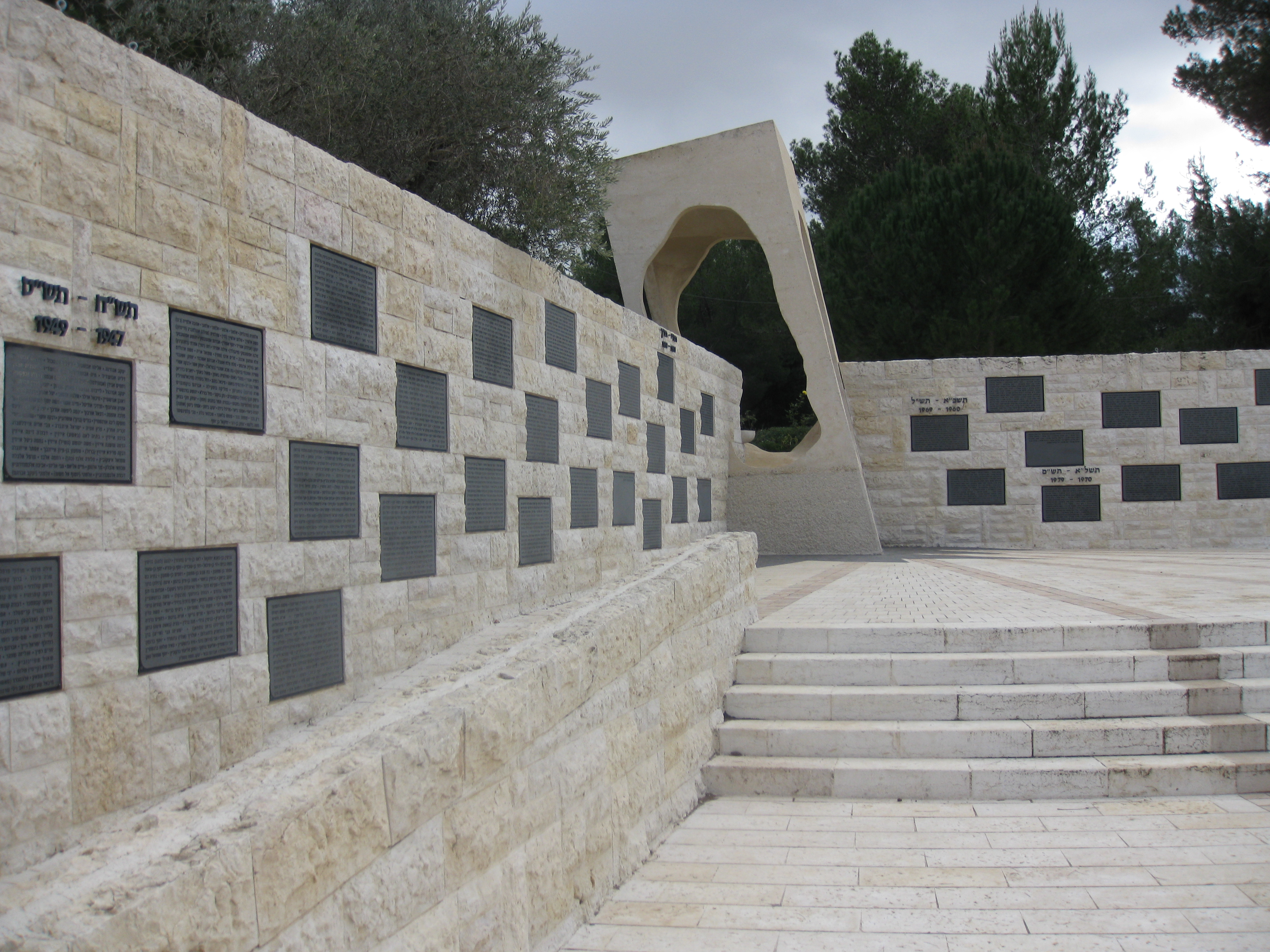
Monumento a las víctimas del terrorismo en Israel
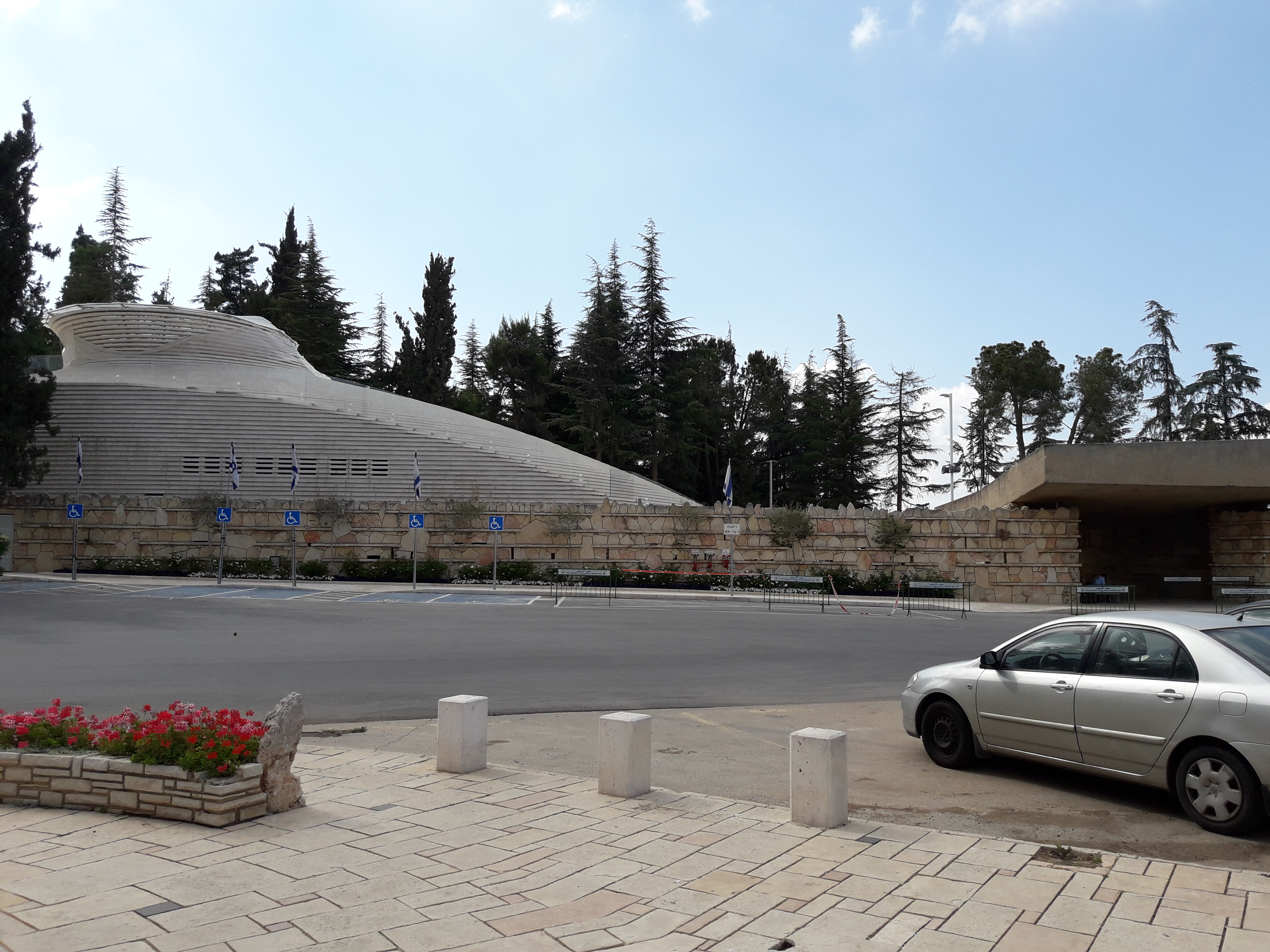
Sala Memorial Nacional para los Caídos de Israel
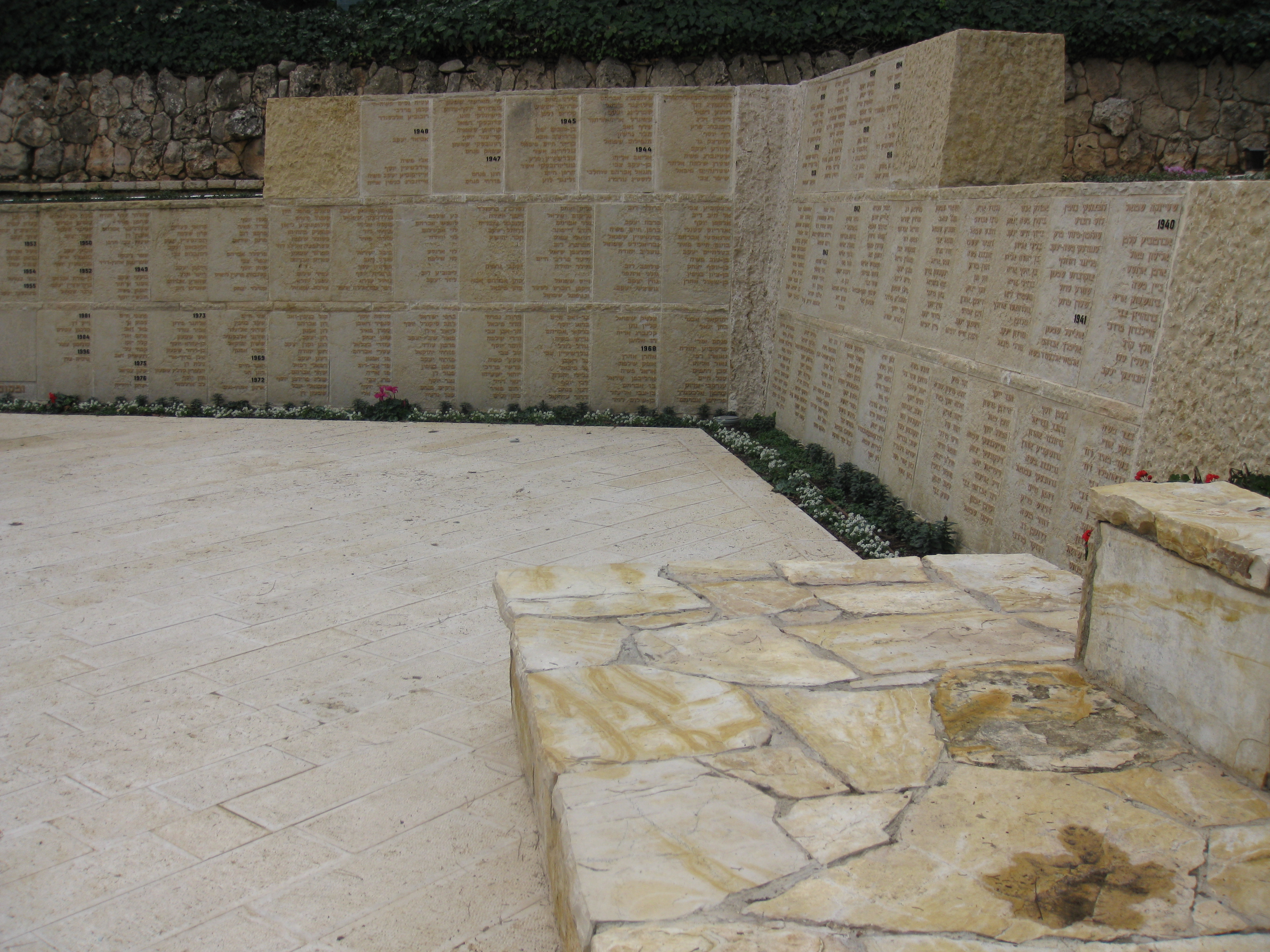
Jardín de los desaparecidos en combate
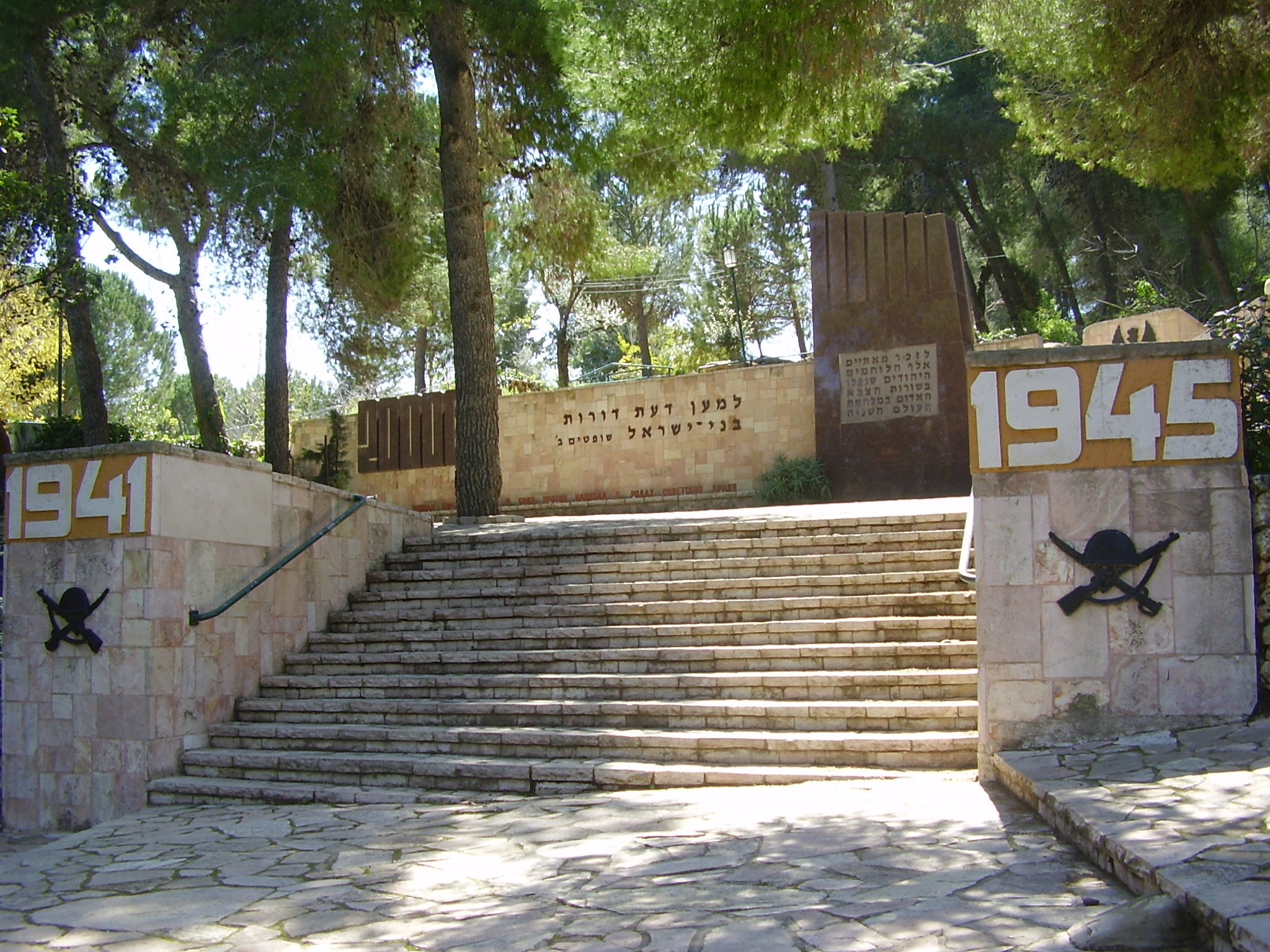
Monumento a los soldados judíos que lucharon con el ejército rojo en la Segunda Guerra Mundial
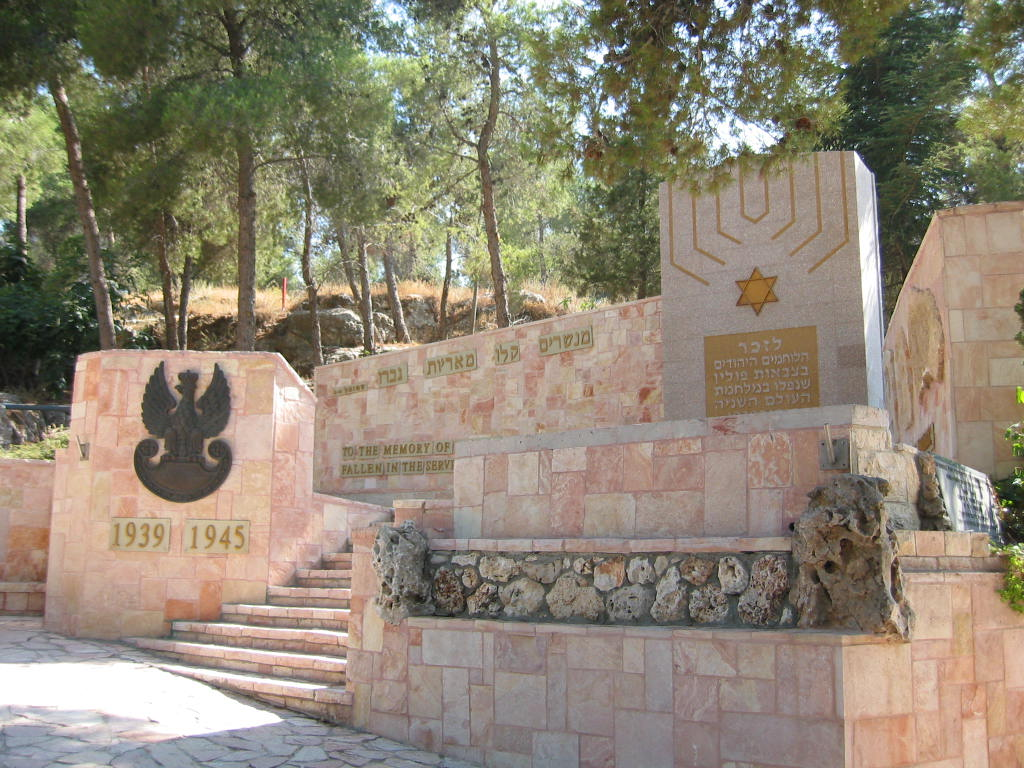
Monumento a los soldados judíos que lucharon con el ejército polaco en la Segunda Guerra Mundial
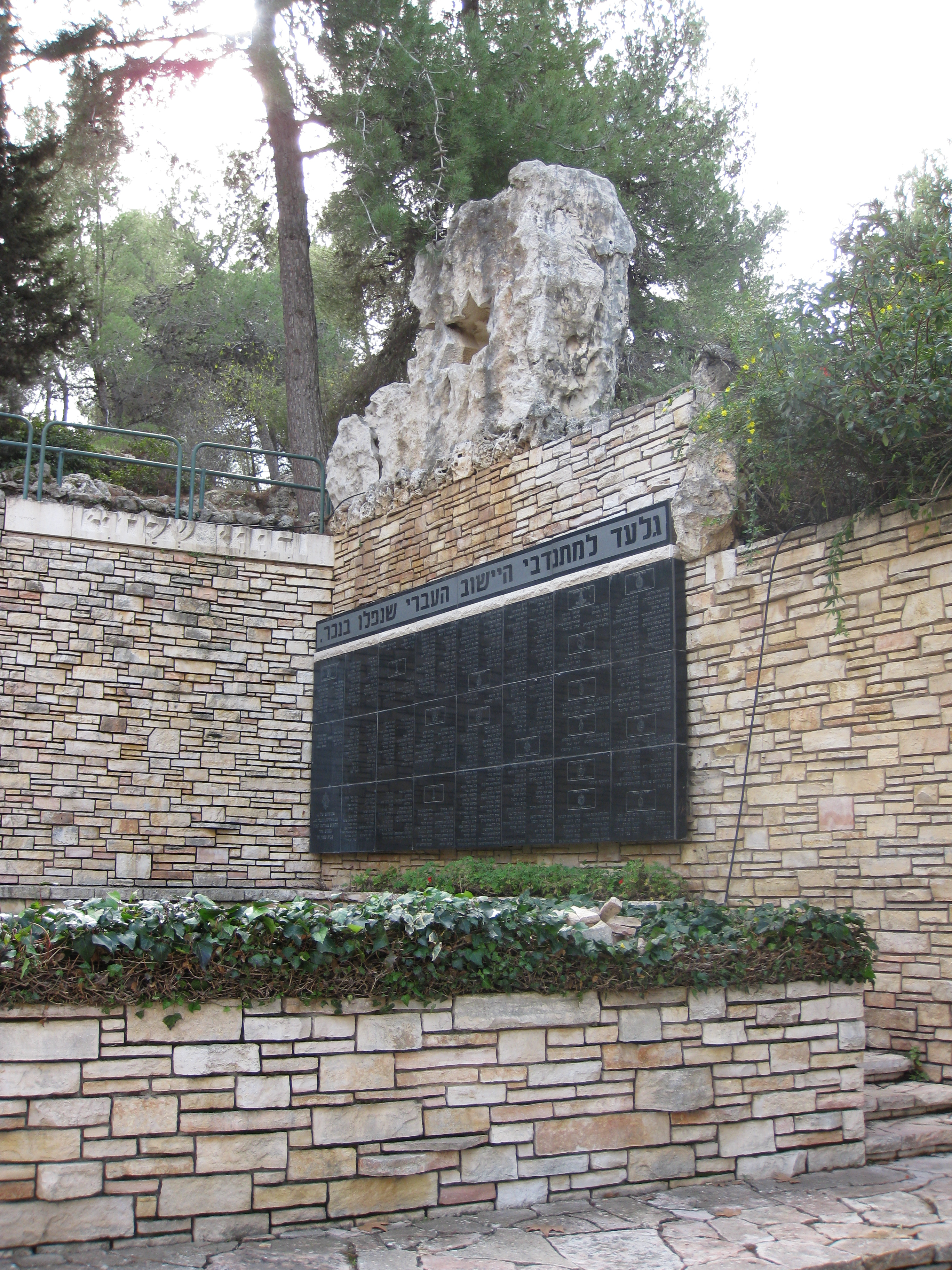
Monumento a los voluntarios Yeshuv en la Segunda Guerra Mundial
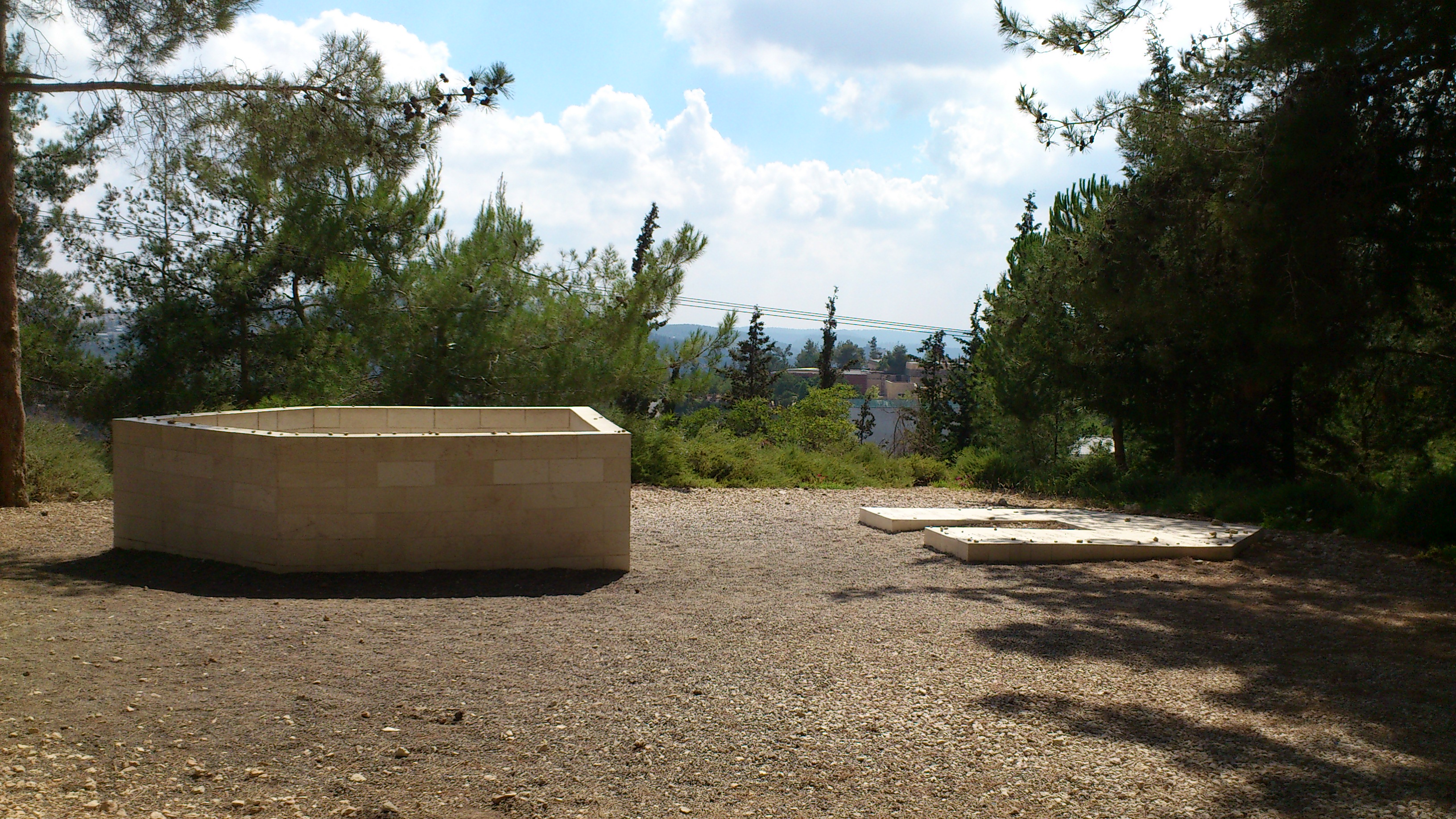
Memorial para el último descendiente
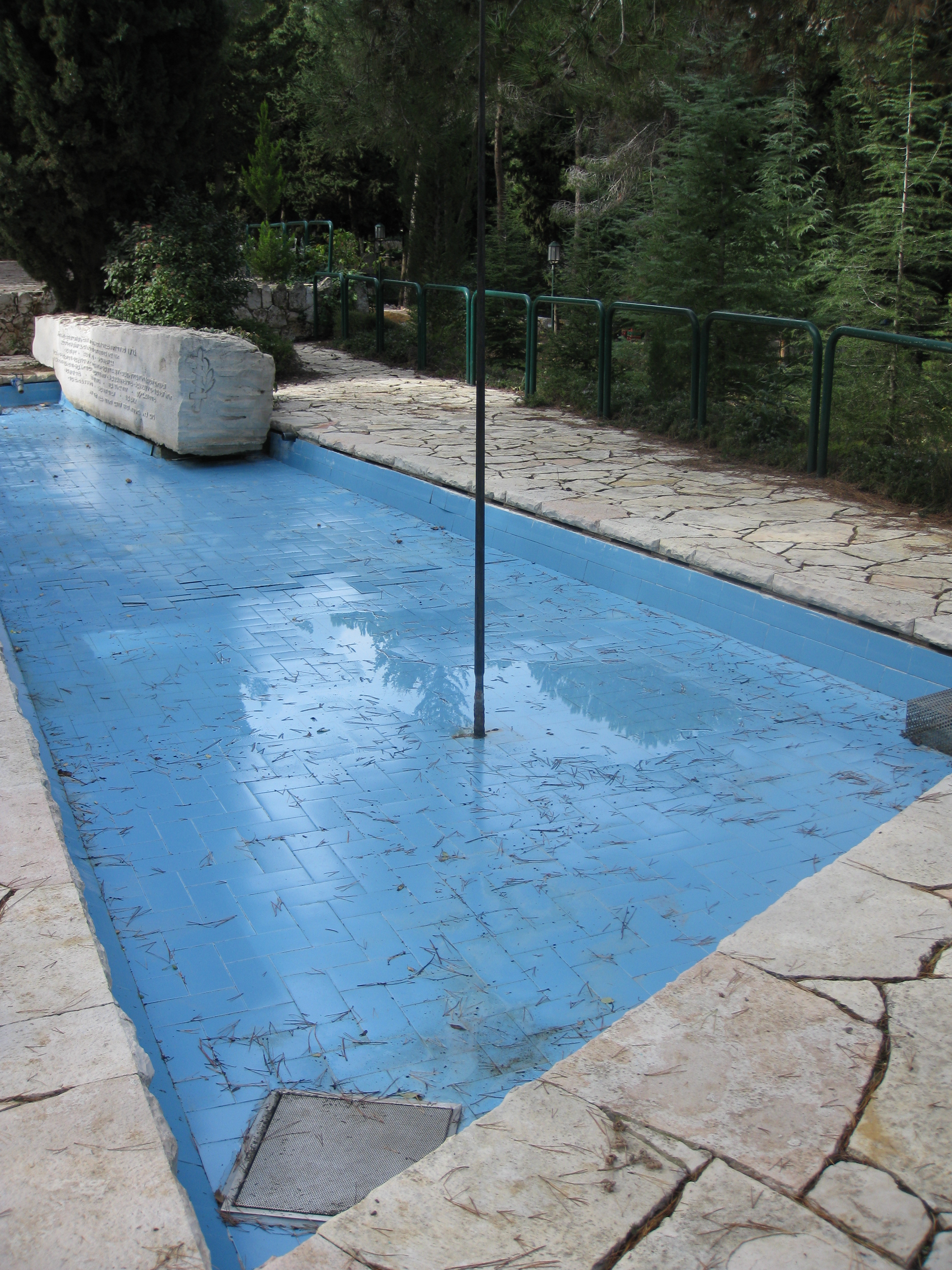
Operación contramaestre Memorial
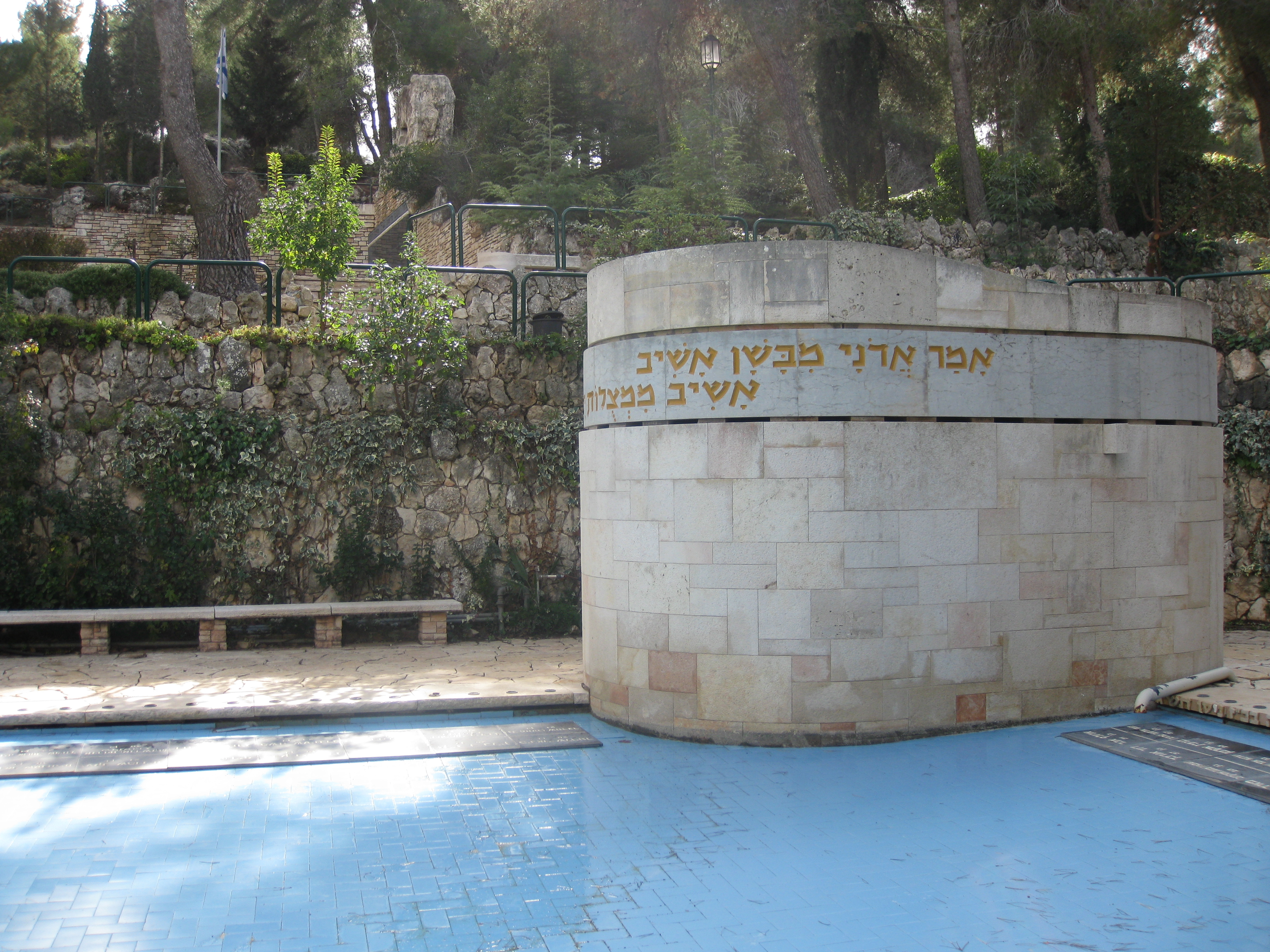
Monumento a los soldados caídos de la SS Erinpura
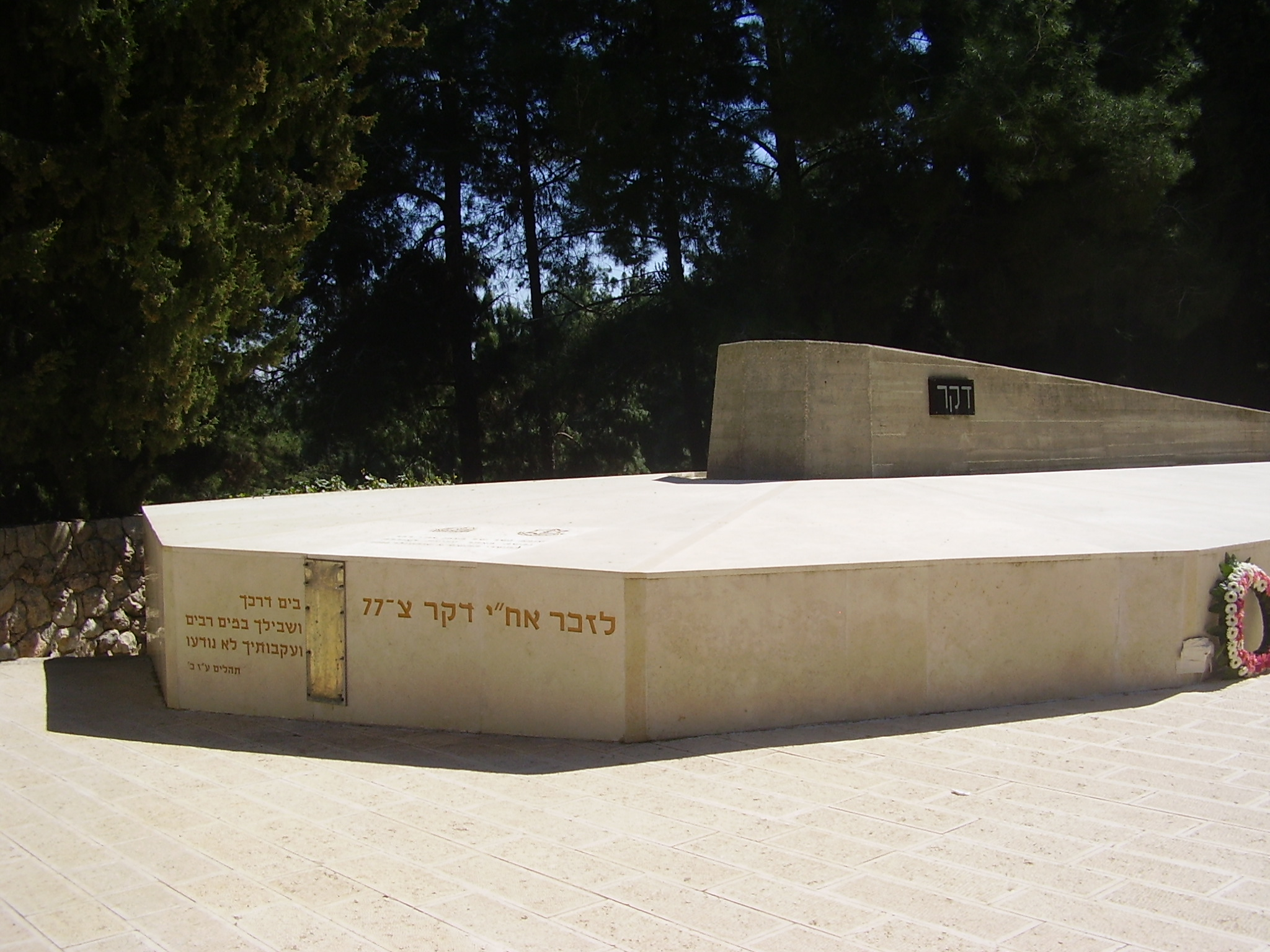
INS Dakar Memorial
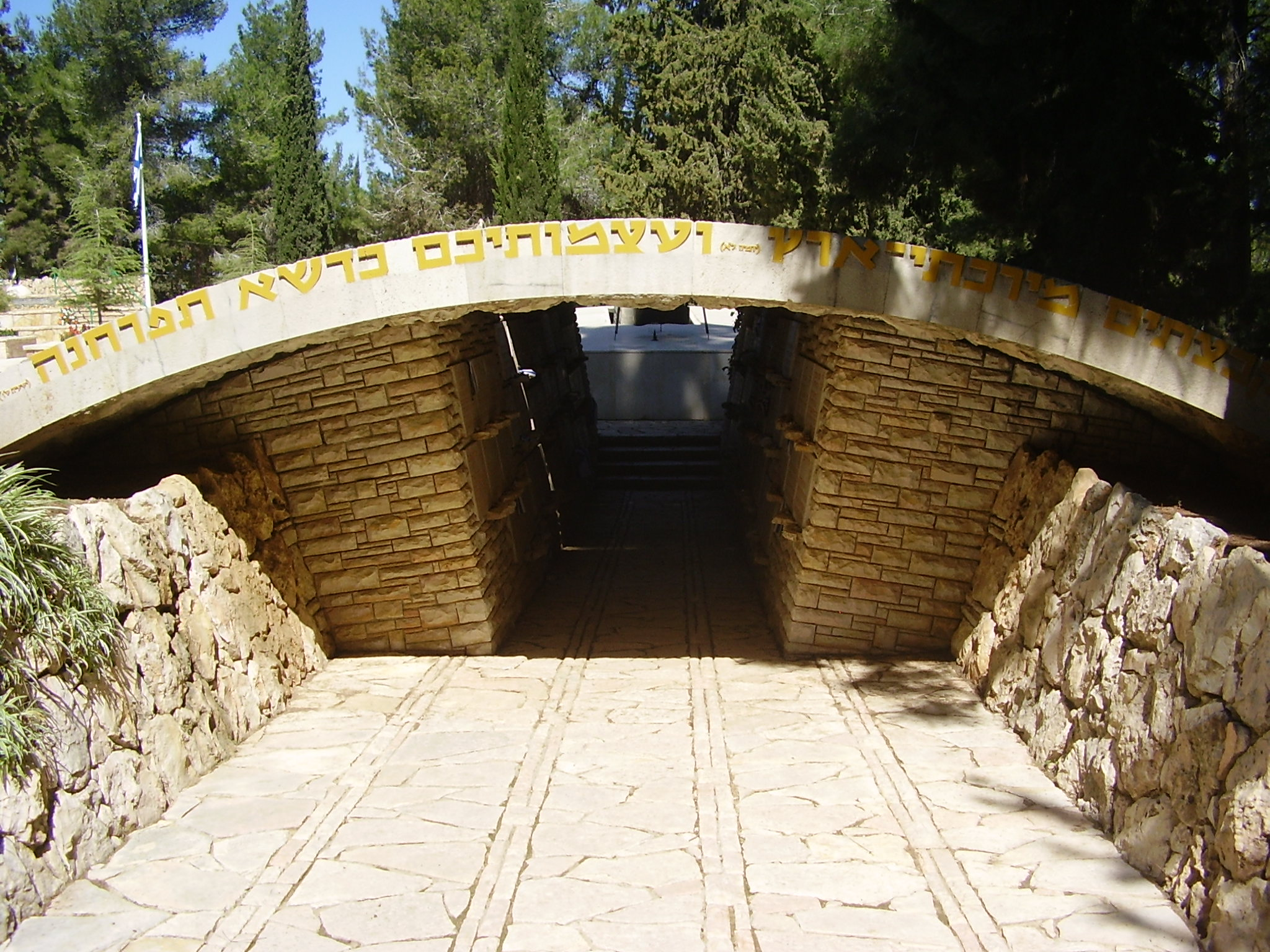
Monumento a los residentes del barrio judío de la Ciudad Vieja de Jerusalén, que cayeron en 1948 en la guerra árabe-israelí
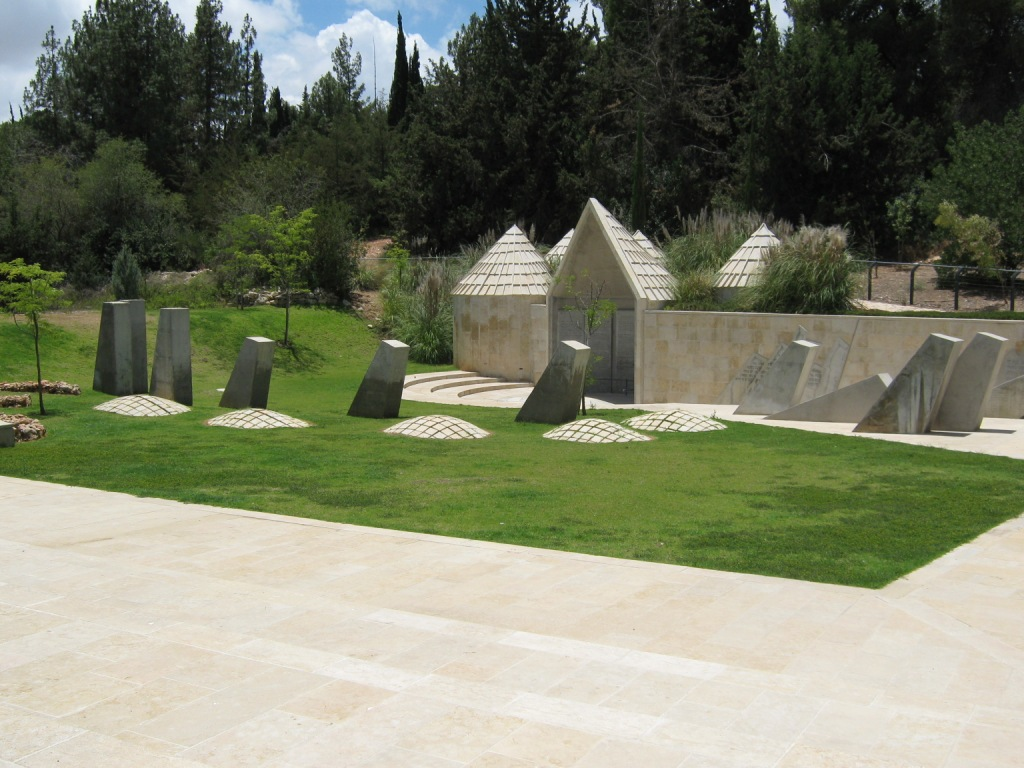
Memorial a los judíos etíopes

## Edificaciones y monumentos
- Cueva de Nicanor